# Shazzan
Ne doit pas être confondu avec Shazam!.
Shazzan est une série télévisée d'animation américaine en 36 épisodes de 30 minutes créée par Hanna-Barbera Productions et diffusée du 9 septembre 1967 au 20 janvier 1968 sur le réseau CBS.
En France, elle a été diffusée à partir du 24 juillet 1977 sur Antenne 2 et rediffusée en 1981.

## Historique de la création
Alex Toth, le dessinateur de cette série, a également créé les dessins animés Samson et Goliath et Le Fantôme de l'espace (Space Ghost), produits par les studios Hanna-Barbera.

## Synopsis
Les jumeaux Jacques et Hélène découvrent dans une grotte un vieux coffre contenant une bague bien étrange : elle est scindée en deux parties et sur chacune d'elles figure la moitié d'un mot. Jacques et Hélène réunissent les deux parties de la bague et lisent à haute voix le nom qui se forme : Shazzan. Aussitôt, les voilà transportés en une cité d'Orient, au pays des mille et une nuits. En ces lieux, ils font la connaissance d'un génie gigantesque, Shazzan, qui devient leur ami. Il apprend aux jeunes gens qu'ils ne pourront rentrer chez eux que lorsqu'ils auront remis la bague à son propriétaire légitime. Mais ce monde des Milles et Une Nuits comporte bien des pièges et de nombreux personnages malveillants, tels Mysterio, le magicien et Makdar, le prince noir. Aussi, pour les aider dans leur voyage, le génie offre-t-il à Jacques et Hélène un chameau ailé, Kaboubi, et une cape magique qui a le pouvoir de rendre invisible celui qui s'en revêt. Shazzan promet également aux jumeaux de venir à leur secours dans le danger chaque fois qu'ils joindront les deux moitiés de la bague en criant « Shazzan! » ....

## Fiche technique
- Titre original : Shazzan
- Titre français : Shazzan
- Production : CBS
- Réalisateur : Joseph Barbera, William Hanna, Charles August Nichols
- Scénaristes : Walter Black, Bill Lutz, Sloan Nibley
- Musique : Ted Nichols
- Production : Joseph Barbera, William Hanna, Lewis Marshall, Victor O. Schipek
- Sociétés de production : Hanna-Barbera Productions
- Pays d'origine : États-Unis
- Langue : anglais
- Nombre d'épisodes : 36 (1 saison)
- Durée : 30 minutes (France : 15 minutes)
- Dates de première diffusion :

 États-Unis : 9 septembre 1967
 France : 24 juillet 1977

## Distribution

### Voix françaises
- Roger Carel : Shazzan ; narrateur
- Sylviane Margollé : Hélène
- Paul Bisciglia : Jacques

### Voix américaines
- Barney Phillips : Shazzan
- Janet Waldo : Nancy (Hélène en VF)
- Jerry Dexter : Chuck (Jacques en VF)
- Don Messick : Kaboobie (Kaboubi en VF)
- Paul Frees : voix additionnelles

## Épisodes
1. L'Île vivante (The Living Island)
2. Le Maître des voleurs (Master of the Thieves)
3. La Vallée des géants (Valley of the Giants)
4. Le Sultan noir (The Black Sultan)
5. Le Monde souterrain (The Underground World)
6. Le Démon de la bouteille (Demon in the Bottle)
7. L'Anneau de Samarra (Ring of Samarra)
8. La Cité de Brass (City of Brass)
9. Titre français inconnu (The Evil Jester Of Masira)
10. Titre français inconnu (The Master Wizard Of Mizura)
11. Le Retour du démon de la bouteille (Demon In The Bottle Returns)
12. La Ville des tombes (City Of The Tombs)
13. Le Jeune Rajah de Kamura (The Young Rajah Of Kamura)
14. Les Pirates de l'air de Basheena (The Sky Pirates Of Basheena)
15. La Forêt de la peur (The Forest Of Fear)
16. Titre français inconnu (Sorceress Of The Mist)
17. Le Rubis flamboyant (The Flaming Ruby)
18. Les Clefs du Zodiaque (Keys Of The Zodiac)
19. Le Seigneur des ombres (Lord Of The Shadows)
20. Le Diamant de El Raphir (The Diamond Of El Raphir)
21. L’Idole de Turaba (The Idol Of Turaba)
22. Titre français inconnu (The Land Of Neverwas)
23. Les Trois Cavaliers de Mandragora (The Three Horsemen Of Mandragora)
24. Les 1001 farces (A 1,001 Tricks)
25. Le Cirque de Zahran (The Circus Of Zahran)
26. Baharum le génie (Baharum The Befuddled)
27. La Quête impossible de Nazir (The Impossible Quest Of Nazir)
28. Titre français inconnu (A Pound Of Evil Magic)
29. Titre français inconnu (The Maze Of Mercuraad)
30. Le Royaume magique de Centuria (The Magical Kingdom Of Centuria)
31. Nestrina, reine des flammes (Nastrina Of The Flames)
32. À la recherche de la lampe magique (Quest For The Magic Lamp)
33. Raschid, l'apprenti-sorcier (Raschid, The Apprentice Sorcerer)
34. Kahn du vent du nord (Kahn Of The North Wind)
35. Le Faiseur de mirages (The Mirage Maker)
36. Titre français inconnu (Mysterio, The Mini-Magi)

## Paroles du générique
« Dans une grotte au fin fond de l'Amazonie, nos amis Jacques et Hélène ont découvert un coffre mystérieux. Il contenait deux anneaux bien étranges. Ils les ont accolés l'un à l'autre en prononçant le mot Shazzan. Ils se retrouvèrent transportés en quelque cité de l'Orient. Là, ils firent la connaissance de Shazzan, un génie. Il leur confia Kaboubi, un chameau volant. Shazzan viendra à leur secours chaque fois qu'ils l'appelleront, mais ils ne pourront pas rentrer chez eux tant qu'ils n'auront pas remis la bague à son propriétaire légitime. Alors commence un voyage extraordinaire. »

## Autour de la série
Ce dessin animé est à ne pas confondre avec une autre série animée américaine, quasi homonyme, produite douze ans plus tard, en 1981 : Shazzam ! : on y retrouve la même idée du magicien et des jumeaux, mais ce sont bien deux dessins animés différents réalisés par deux studios différents.

## Produits dérivés (France)

### Bande dessinée
Shazzan a paru dans : 
- Télé Parade (l'ancêtre de Télé Junior), une revue qui présentait des adaptations en BD des dessins animés américains très populaires à la télévision française dans les années 1960 et 1970 produits par les studios Hanna Barbera.
- Télé Junior (album) - mars 1980.
- Super As : n°85-87 : La Fontaine de Khalid (1980)[1]
- Shazzan, collection Les Histoires merveilleuses de Whitman (album cartonné) - Éditeur : Whitman-France ; Parution : 01/01/1980.

### VHS
- Shazzan : Volume 1 et 2 - Éditeur : Worldvision Home Video inc. ; sortie : 1984

### DVD
L'intégrale de la série est sortie aux États-Unis le 3 mai 2012 en coffret 2 disques toutes zones chez Warner Archives. L'audio est seulement en anglais mono sans sous-titres et sans aucun suppléments. ASIN B007RKFXWQ.

### Disque45 tours
- Shazzan - Nos amis de la télé N°11 - Label : CBS ; Référence : CBS 10870 ; sortie : 1980